# Eclissi solare del 29 giugno 1927
L'eclissi solare del 29 giugno 1927 è un evento astronomico che ha avuto luogo il suddetto giorno attorno alle ore 6.23 UTC. L'eclissi, di tipo totale, è stata visibile in alcune parti dell'Asia, dell'Europa (Finlandia, Norvegia, Regno Unito e Svezia), del Nord America, dell'Africa e della Russia.
L'eclissi del 29 giugno 1927 divenne la seconda eclissi solare nel 1927 e la 62ª nel XX secolo . La precedente eclissi solare si è verificata il 3 gennaio 1927, la seguente il 24 dicembre 1927. L'eclissi è durata 50 secondi; Il punto di massima totalità è avvenuto in mare lontano da qualsiasi terra emersa e l'ombra lunare sulla superficie terrestre raggiunse una larghezza di 77 km.  L'evento è stata la prima eclissi totale visibile dal suolo continentale britannico per 203 anni. Questa eclissi è citata nelle pagine finali del romanzo Unnatural Death di Dorothy L. Sayers.

## Percorso e visibilità
L'evento si è manifestato sulla superficie oceanica dell'Oceano Atlantico nord orientale a circa 670 chilometri a nord-ovest della penisola iberica; in seguito l'ombra della luna si è diretta a nord-est attraverso la Gran Bretagna, il Mare del Nord, la Scandinavia e il mare di Barents, raggiungendo la sua massima eclissi nel mare di Kara, a circa 170 chilometri a sud dell'Isola di Vize.
A seguire, l'umbra si è gradualmente spostata verso sud-est passando attraverso le isole Northland, il mare di Laptev e la parte nord-orientale dell'Unione Sovietica (ora Russia). Oltre il mare di Bering ha attraversato la linea internazionale del cambio di data ed ha coperto l'isola di Amukta nelle isole Aleutine, in Alaska. L'evento si è concluso al tramonto del 28 giugno nell'Oceano Pacifico settentrionale a circa 200 chilometri a sud-est dell'isola di Samalga.

## Eclissi correlate

### Eclissi solari 1924 - 1928
Questa eclissi è un membro di una serie semestrale. Un'eclissi in una serie semestrale di eclissi solari si ripete approssimativamente ogni 177 giorni e 4 ore (un semestre) a nodi alternati dell'orbita della Luna.

### Ciclo di Saros 145
Questa eclissi solare fa parte del ciclo di Saros 145, che si ripete ogni 18 anni, 11 giorni, 8 ore e contenente 77 eventi. La serie iniziò con un'eclissi solare parziale il 4 gennaio 1639 e raggiunse una prima eclissi anulare il 6 giugno 1891. Vi fu un evento ibrido il 17 giugno 1909 ed eventi di eclissi totali dal 29 giugno 1927 al 9 settembre 2648. La serie termina al membro 77 con un'eclissi parziale il 17 aprile 3009. L'eclissi più lunga si verificherà il 25 giugno 2522, con una durata massima totale di 7 minuti e 12 secondi. Tutte le eclissi di questa serie si verificano nel nodo ascendente della Luna.

## Osservazioni documentate
Nel North Yorkshire, Regno Unito, molte persone si sono riunite per osservare l'eclissi solare totale. Il sito era soleggiato e l'osservazione ha avuto successo. Tuttavia, ci sono state molte condizioni meteorologiche sfavorevoli in altre parti del Regno Unito e molti studenti che hanno partecipato all'osservazione non hanno ottenuto l'esito sperato.